# Cigedang
Cigedang is een bestuurslaag in het regentschap Kuningan van de provincie West-Java, Indonesië. Cigedang telt 2827 inwoners (volkstelling 2010).